# Ivoy-le-Pré
Ivoy-le-Pré è un comune francese di 900 abitanti situato nel dipartimento del Cher, nella regione del Centro-Valle della Loira.

## Società

### Evoluzione demografica
Abitanti censiti